# Eckhard Steinhaeuser
Eckhard Steinhaeuser (* 13. Mai 1939 in Gera, Thüringen; † 5. März 2019 in Berlin) war ein evangelisch-lutherischer Theologe. Er amtierte unter anderem als Abteilungsleiter im Diakonischen Werk Bayern, Direktor des Diakonischen Werkes Berlin-Brandenburg und als Manager der Integration der Diakonischen Werke Ost und West nach der Deutschen Wiedervereinigung. 2002 wurde er mit dem Bundesverdienstkreuz geehrt.

## Leben
Steinhaeuser studierte Evangelische Theologie in Neuendettelsau und Erlangen sowie Diakoniewissenschaften in Heidelberg. Seine erste Pfarrstelle trat er 1964 in Hirschegg (Kleinwalsertal) an. Im Jahr 1969 wechselte er in das Amt eines Militärpfarrers im bayerischen Standort Sonthofen.

## Diakonie
Von 1974 bis 1988 war der zum „Wahl-Franken“ gewordene Pfarrer als Abteilungsleiter im Diakonischen Werk der Evangelisch-Lutherischen Kirche in Bayern, Nürnberg, tätig. Dabei war er u. a. verantwortlich für die Altenarbeit und Flüchtlingshilfe sowie für Brot für die Welt.
1988 wurde Steinhaeuser zum Leiter des Diakonischen Werkes Berlin (West) berufen. Dessen Rechtsnachfolger, das aus der Ost-West-Vereinigung hervorgegangene Diakonische Werk Berlin-Brandenburg-schlesische Oberlausitz, leitete er bis zur Übergabe an Kirchenrätin Susanne Kahl-Passoth. Er wurde vom Vorsitzenden des Diakonischen Rates, Bischof Wolfgang Huber, verabschiedet.
Zu den Schwerpunkten seines Wirkens zählten nach der Wiedervereinigung die Vereinigung der östlichen und westlichen Diakonie zum Diakonischen Werk Berlin-Brandenburg sowie die Strukturreform des Diakonischen Werkes zum evangelischen Spitzenverband der Freien Wohlfahrtspflege. Damit verbunden war die Übertragung der sozialen Dienste auf die Mitgliedsorganisationen des Verbandes, die Stabilisierung der regionalen Dienstleistungen im Sozial- und Gesundheitswesen und der Erhalt von Arbeitsplätzen.

## Öffentliche und kirchliche Ämter
Steinhaeuser war in zahlreichen öffentlichen und kirchlichen Ämtern tätig. Er war Diakonie-Beauftragter der Evangelischen Kirche Berlin-Brandenburg-schlesische Oberlausitz. Beim damaligen Sender Freies Berlin (SFB), heute RBB, war er Mitglied des Verwaltungsrats. Im Deutschen Hilfswerk war Steinhaeuser Mitglied des Vorstands, ebenso führte er den Vorsitz im Pflegeausschuss des Landes Berlin. Im Ruhestand hatte Steinhaeuser die Geschäftsführung der Stiftung Hilfswerk Berlin sowie ihrer Tochtergesellschaften inne.

## Sozialpastorale Positionen

### Alter und Gesellschaft
Mit Blick auf die Altenhilfe, die Steinhaeuser für das Diakonische Werk Bayern zu verantworten hatte, plädierte der Theologe gegen eine „Vergötzung der Jugend bis ins Alter“ und plädiert dafür, dass man in unserer Gesellschaft wieder „in Würde alt werden und alt sein kann“. Das bedeute freilich nicht, „alte Menschen in ein Ghetto der Passivität zu drängen und durch Überbetreuung zu entmündigen, sondern sie durch Anreize und Angebote für eine aktive, gleichwohl altersgemäße Teilnahme am gesellschaftlichen Leben zu bewegen.“ Hier steht Steinhaeuser im Einklang mit der Gerontologie, wie sie von Hans Thomae und Ursula Lehr vertreten wurde.

### Subsidiäre Hilfen
Hartmut Mehdorn, ehemals Vorstandsvorsitzender der Deutschen Bahn AG, hatte gefordert, die Essensausgabe für Obdachlose in der Bahnhofsmission am Bahnhof Zoo einzustellen, eine in der Öffentlichkeit umstrittene Aussage. Eine Befragung unter Bahnkunden der AG „Leben mit Obdachlosen“, hatte jedoch ergeben, dass Bahnkunden toleranter sind: Auf die Frage, ob Bahnhöfe öffentliche Orte inklusiver Essensausgabe bleiben sollen, antworteten 1873 Befragte mit „Ja“. Nur 49 Bürger lehnten dies ab. Steinhäuser stellte als Diakonierepräsentant fest, dass das Essensangebot am Bahnhof Zoo aus sozialpolitischen Gründe notwendig seit und beibehalten werden solle. Eine Verlegung sei zwar möglich, „aber höchstens als Ergänzung, nicht als Ersatz für das Angebot.“

## Auszeichnungen
Im Januar 2002 würdigte Bundespräsident Johannes Rau das Lebenswerk Steinhaeusers mit der Verleihung des Bundesverdienstkreuzes Erster Klasse.

## Publikationen
- Darstellung und Bewertung der fünf Gutachten für die Monbijou-Konferenz 1856. Die Diakonie und den Diakonat betreffend, BDW.A DA 14, Heidelberg 1962
- Unterwegs. Im Selbstverlag des Diakonischen Werkes der Evangelischen Kirche im Rheinland 1991. Düsseldorf Heft 50 S. Zeichnungen von Christian Hahn. Geschichten von Jörg Zink, Kobusch, Anneliese Probst u. a.
- Die Zukunftsfähigkeit diakonischer Einrichtungen. In: Diakonische Standpunkte 2001
- Ein Denkmal der Ehrenamtlichkeit. In: Streiter für die Rechte der Verfolgten der Nazidiktatur. Walter Sylten zum 80. Geburtstag. Freunde, Weg- und Zeitgenossen berichten über ihre Begegnungen. Hrsg. im Auftr. der Evangelische Hilfsstelle für ehemals Rasseverfolgte v. Hartmut Ludwig. Logos-Verlag, Berlin 2010.